# Betula eastwoodiae
Betula eastwoodiae är en björkväxtart som beskrevs av Charles Sprague Sargent. Betula eastwoodiae ingår i släktet björkar, och familjen björkväxter. Inga underarter finns listade.